# نشان‌های ملی و رسمی آسیا
فهرست زیر شامل نشان‌های ملی و رسمی کشورهای مستقل یا مناطق خودمختار آسیایی است.

## کشورها
| کشور              | نشان رسمی کشور یا نماد نظامی | شعار | مقالهٔ اصلی                 |
| ----------------- | ---------------------------- | --- | -------------------------- |
| افغانستان         |                              | لا إله إلا الله مُحمّد رَسول‌الله | نشان ملی افغانستان         |
| ارمنستان          |                              | ندارد | نشان ملی ارمنستان          |
| جمهوری آذربایجان  |                              | ندارد | نشان ملی جمهوری آذربایجان  |
| بحرین             |                              | ندارد | نشان ملی بحرین             |
| بنگلادش           |                              | ندارد | نشان ملی بنگلادش           |
| پادشاهی بوتان     |                              | ندارد | نشان ملی بوتان             |
| برونئی            |                              | الدائمون المحسنون بالهدی برونی دارالسلام                                                                                                   | نشان ملی برونئی            |
| کامبوج            |                              | មាតុភូមិសាសនាព្រះមហាក្សត្រ | نشان ملی کامبوج            |
| چین               |                              | 中华民国 | نشان ملی جمهوری خلق چین    |
| قبرس              |                              | ندارد | نشان ملی قبرس              |
| گرجستان           |                              | Strength is in Unity | نشان ملی گرجستان           |
| هند               |                              | Satyameva Jayate | نشان ملی هند               |
| اندونزی           |                              | Bhinneka Tunggal Ika | نشان ملی اندونزی           |
| ایران             |                              | استقلال، آزادی، جمهوری اسلامی | نشان رسمی ایران            |
| عمان              |                              | ندارد | نشان ملی عمان              |
| اسرائیل           |                              | ישראל | نشان ملی اسرائیل           |
| ژاپن              |                              | 陛下の支配 | نشان ملی ژاپن              |
| اردن              |                              | Abdullah I ibn Al Hussein Bin Aoun (right) King of the Hashemite Kingdom of Jordan (center) Who seeks support and guidance from God (left) | نشان ملی اردن              |
| قزاقستان          |                              | ندارد | نشان ملی قزاقستان          |
| کویت              |                              | ندارد | نشان ملی کویت              |
| قرقیزستان         |                              | ندارد | نشان ملی قرقیزستان         |
| لائوس             |                              | Peace, Independence, Democracy/Unity and Prosperity                                                                                        | نشان ملی لائوس             |
| لبنان             |                              | ندارد | نشان ملی لبنان             |
| مالزی             |                              | Bersekutu bertambah mutu: Unity is Strength                                                                                                | نشان ملی مالزی             |
| مالدیو            |                              | The State of The Thousand Islands | نشان ملی مالدیو            |
| مغولستان          |                              | ندارد | نشان ملی Mمغولستان         |
| میانمار           |                              | ندارد | نشان ملی میانمار           |
| نپال              |                              | जननी जन्मभूमिश्च स्वर्गादपि गरीयसी | نشان ملی نپال              |
| کره شمالی         |                              | 강하고 번영하는 민족 | نشان ملی کره شمالی         |
| عراق              |                              | جمهوریة العراق | نشان ملی عراق              |
| پاکستان           |                              | Faith, Unity, Discipline | نشان ملی پاکستان           |
| فیلیپین           |                              | Maka-Diyos, Maka-Tao, Makakalikasan, at Makabansa: For God, People, Nature, and Country                                                    | نشان ملی فیلیپین           |
| قطر               |                              | ندارد | نشان ملی قطر               |
| روسیه             |                              | ندارد | نشان ملی روسیه             |
| عربستان سعودی     |                              | ندارد | نشان ملی عربستان سعودی     |
| سنگاپور           |                              | Majulah Singapura: Onward Singapore | نشان ملی سنگاپور           |
| کره جنوبی         |                              | 널리 인간 세계를 이롭게 하라 | نشان ملی کره جنوبی         |
| سری‌لانکا          |                              | ندارد | نشان ملی سری‌لانکا          |
| سوریه             |                              | الجمهوریة العربیة السوریة: Syrian Arab Republic                                                                                            | نشان ملی سوریه             |
| تاجیکستان         |                              | ندارد | نشان جمهوری تاجیکستان      |
| تایلند            |                              | Phleng Chat | نشان ملی تایلند            |
| تایوان            |                              | ندارد | نشان ملی تایوان            |
| تیمور شرقی        |                              | Unity, Action, Progress | نشان ملی تیمور شرقی        |
| ترکیه             |                              | Yurtta uzlaşma, dünyada uzlaşma | نشان ملی ترکیه             |
| ترکمنستان         |                              | ندارد | نشان ملی ترکمنستان         |
| امارات متحده عربی |                              | الإمارات العربیة المتحدة: United Arab Emirates                                                                                             | نشان ملی امارات متحده عربی |
| ازبکستان          |                              | Barqaror boshqaruv | نشان ملی ازبکستان          |
| ویتنام            |                              | Độc lập-Tự do-Hạnh phúc | نشان ملی ویتنام            |
| یمن               |                              | الجمهوریة الیمنیة | نشان ملی یمن               |

## حکومت‌های نیمه‌رسمی
| حکومت                 | نشان رسمی | شعار                          | مقالهٔ اصلی              | حکومت اصلی       |
| --------------------- | --------- | ----------------------------- | ----------------------- | ---------------- |
| آبخازیا               |           | ندارد                         | نشان ملی آبخازیا        | گرجستان          |
| ناگورنو قره‌باغ        |           | ندارد                         | نشان ملی ناگورنو قره‌باغ | جمهوری آذربایجان |
| دولت فلسطین           |           | ندارد                         | نشان ملی دولت فلسطین    | مورد مناقشه      |
| سومالی‌لند             |           | لا اله الا الله محمد رسول‌الله | نشان ملی سومالی‌لند      | سومالی           |
| جمهوری ترک قبرس شمالی |           | ندارد                         | نشان ملی قبرس           | قبرس             |

## مناطق خودمختار یا وابسته
| کشور             | قلمرو                         | نشان رسمی | شعار             | مقالهٔ اصلی                              |
| ---------------- | ----------------------------- | --------- | ---------------- | --------------------------------------- |
| گرجستان          | آجارستان                      |           | ندارد            | نشان رسمی آجارستان                      |
| بریتانیا         | آکراتاری و داکیلیا            |           | God and my right | نشان پادشاهی بریتانیای کبیر             |
| جمهوری خلق چین   | هنگ کنگ                       |           | ندارد            | نشان رسمی هنگ کنک                       |
| جمهوری خلق چین   | ماکائو                        |           | ندارد            | نشان ملی ماکائو                         |
| بریتانیا         | قلمرو بریتانیا در اقیانوس هند |           | ندارد            | نشان رسمی قلمرو بریتانیا در اقیانوس هند |
| عراق             | کردستان عراق                  |           | KRG              | نشان رسمی کردستان عراق                  |
| جمهوری آذربایجان | جمهوری خودمختار نخجوان        |           | ندارد            | نشان ملی جمهوری آذربایجان               |